# سام لارشون
سام أندرياس لارشون (بالسويدية: Sam Andreas Larsson) (مواليد 10 أبريل 1993) هو لاعب كرة قدم سويدي يجيد اللعب في مركز الجناح الهجومي الأيسر ويلعب أيضًا كجناح هجومي أيمن ولاعب خط وسط مهاجم , ويلعب حاليًا لنادي هيرنفين الهولندي.

## مسيرته الكروية
لعب سام لارشون خلال مسيرته الاحترافية مع 3 أندية في 9 مواسم وسجل خلالها 43 هدفًا ضمن 207 مباراة. حيث فاز في موسم واحدًا بالكأس ولم يفوز بأي دوري.
خاض سام لارشون مسيرته مع نادي غوتبورغ في موسم 2012 واستمر معه طيلة ثلاثة مواسم، مشاركًا في 49 مباراة سجل خلالها 6 أهداف. ثم انتقل إلى نادي هيرنفين في موسم 2014–15 واستمر معه طيلة ثلاثة مواسم، حيث شارك في 86 مباراة سجل خلالها 23 هدفًا. لينتقل بعدها إلى نادي فاينورد في موسم 2017–18 واستمر معه طيلة ثلاثة مواسم، مشاركًا في 72 مباراة سجل خلالها 14 هدفًا.

## بطولات وإنجازات اللاعب

### غوتيبورغ
- كأس السويد: 2012–2013

### منتخب السويد تحت 21 سنة
- بطولة أوروبا تحت 21 سنة لكرة القدم: 2015

## روابط خارجية
- سام لارشون على موقع الاتحاد الأوربي (الإنجليزية)
- سام لارشون على موقع اتحاد السويد (السويدية)
- سام لارشون على موقع اتحاد تركيا (لاعب) (الإنجليزية)
- سام لارشون على موقع قاعدة بيانات كرة القدم.إي يو (الإنجليزية)
- سام لارشون على موقع ناشيونال فوتبول تيمز (الإنجليزية)
- سام لارشون على موقع Soccerway.com (الإنجليزية)
- سام لارشون على موقع عالم كرة القدم.نت (الإنجليزية)

- Sam Larsson